# Кость Степан Андрійович
Кость Степан Андрійович (нар. 1 квітня 1945) — професор, кандидат філологічних наук, завідувач кафедри української преси факультету журналістики Львівського національного університету імені Івана Франка. Заслужений професор Львівського університету (2019).

## Біографія
Свою кар'єру в університеті Степан почав 1974 року як асистент. 1982 року Кость захистив кандидатську дисертацію на тему «Газета і пропаганда радянського способу життя» (Питання методології: методика, ефективність. Відтак у 1988 році став доцентом.
У 1994-1996 роках перебував на посаді заступника декана факультету журналістики. З 2003 року став завідувачем кафедри української преси, а з 2008-го — професором.
Автор та редактор одного з перших в Україні навчальних посібників про Голодомор: «Голодомор 1932—1933 років в Україні» (Львів, 2012). Докладно висвітлив походження терміна «геноцид», його застосування в міжнародному праві, дискусії і протистояння довкола міжнародного визнання факту Голодомору-геноциду. Зазначена дидактично-навчальна праця є першим систематизованим підручником з історії Голодомору.

## Наукова діяльність
Степан Кость є автором понад ста наукових і навчально-методичних праць.
- «Преса боротьби й ідеї (західноукраїнська публіцистика першої половини XX ст.)»: Зб. текстів. — Львів, 1994. — 526 с.
- «Нариси з історії української військової преси». — Львів, 1998. — 356 с.
- «Нариси з історії західноукраїнської преси першої половини XX ст.» (Структура. Частина перша). — Львів, 2002. — 422 с. (у співавтор.)
- «Нариси з історії західноукраїнської преси першої половини XX ст.» (Структура. Частина друга). — Львів, 2002. — 217 с.
- «Західноукраїнська преса першої половини XX ст. у всеукраїнському контексті» (засади діяльності, періодизація, структура, особливості функціонування). — Львів, 2006. — 514 с.
- «Історія української журналістики» (західноукраїнська преса першої половини XX ст.: структура, проблематика. Книга перша): Навч.посібник. — Львів, 2008. — 264 с.
- «Історія української журналістики» (західноукраїнська преса першої половини XX ст.: ідейно-концептуальні засади, періодизація): Навч. посібн. — Львів, 2008. — 272 с.